# Aleppói offenzíva (2016. november–december)
A 2016. november–decemberi aleppói offenzíva, a kormányerők körében használt kódnevén a Győzelem Hajnala Hadművelet a Szír Fegyveres Erők és szövetségesei által indított sikeres katonai offenzíva volt, melynek céljául Aleppó felkelők kezén lévő részeinek visszafoglalását tűzték ki. Az offenzíva azután vette kezdetét, hogy véget ért az Oroszország által hirdetett moratóriumnak, és az ország légi ereje heves légi támadásokba kezdett, valamint számos robotrepülőgépet vetett be a felkelők állásai ellen Szíria északnyugati részén. Az offenzíva eredményeképp a kormány megszerezte az ellenőrzést Aleppó keleti és déli részén az összes, a felkelők kezén lévő terület felett, a megmaradt felkelők pedig elhagyták a várost.
Az offenzívát többen lehetséges forduló pontként értelmezték a szíriai polgárháború történetében.
A hadművelet alatt majdnem 1200 embert öltek meg, köztük több mint 600 civilt, akik többsége város felkelők kezén lévő, a hadműveleteknek helyt adó részén lelte halálát, de legalább negyedük a kormány kezén lévő negyedekben halt meg. Ezeket a részeket az ellenzék tartotta tűz alatt. Néhányan a kurd enklávéban szintén a felkelők támadásai miatt nem élték meg az offenzíva végét.

## Előzmények
2016. november 15-én az Orosz Haditengerészet Gregorovics admirálisról elnevezett hajótípusához tartozó hadihajóról 3M–54 Klub típusú rakétákat lőttek az Idlib kormányzóságban lévő felkelői valamint a Homsz kormányzóságban lévő felkelői iszlám államos célpontok, valamint állítólag az Aleppó felkelői kézen lévő részeiben álló egyes célpontok ellen. Utóbbit Oroszország cáfolta. Az Admiral Kuznyecovról indított Szu–33-ak szintén légitámadásokat hajtottak végre Szíria északi és keleti részének több pontján, többek között Aleppó felkelők kezén lévő részeinél. Aznap a Szír Fegyveres Erők és a vele szövetséges miliciák egy nagyszabású, Aleppó keleti része ellen indítandó offenzíva előkészítésének véglegesítésével voltak elfoglalva.

## Az offenzíva

### Kezdeti harcok és a hadsereg betörése Hananoba

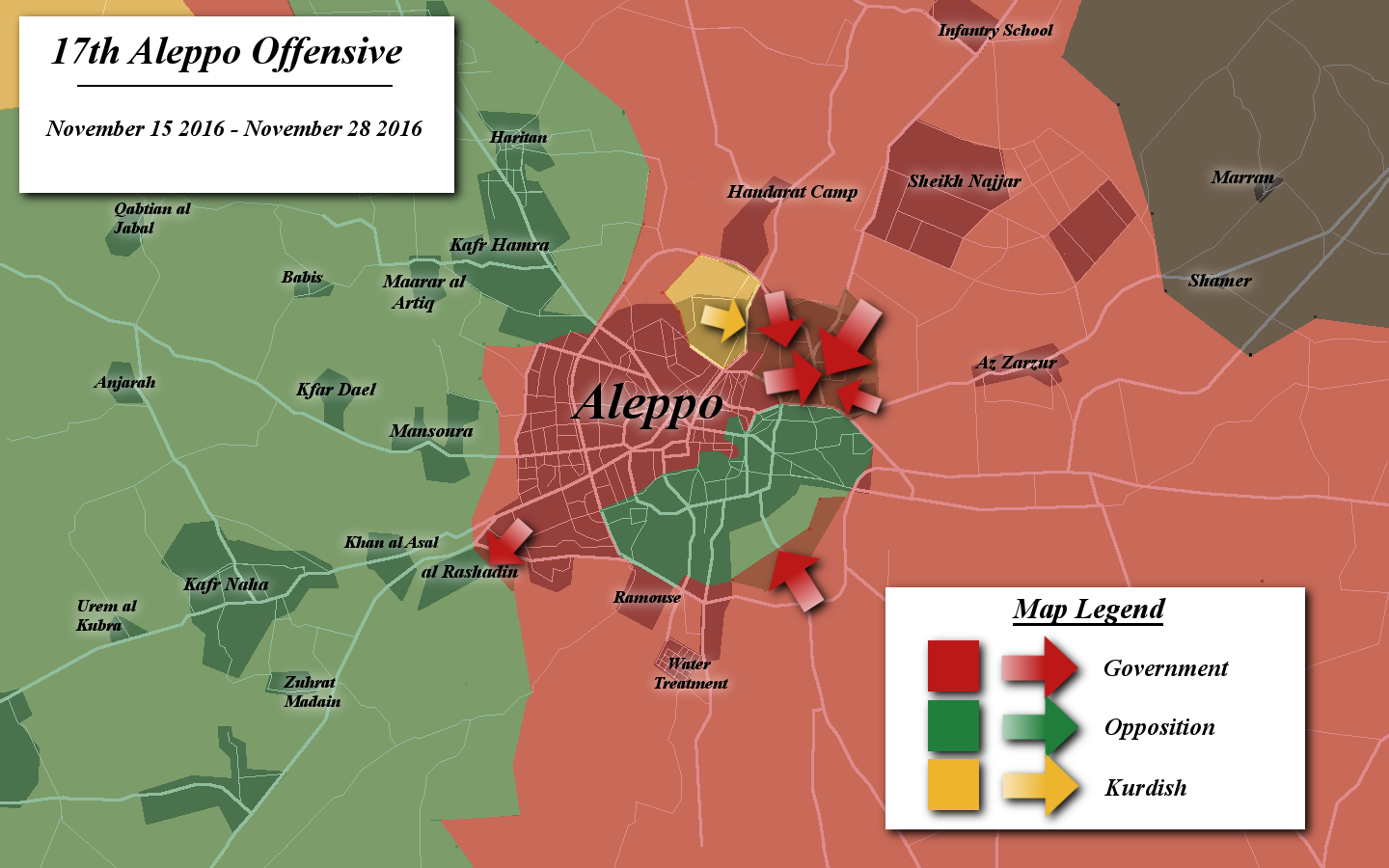
A hadsereg és szövetségeseinek előretörése Aleppóban november 15-28 között.

Az offenzívát november 15-én jelentették be, s az elején az orosz légierő heves támadást indított. November 16-án a Szír Hadsereg az orosz légi támogatást kihasználva lerohanta Aleppó déli részén Rashidun és Aqrab kerületeket, de előretörésüket a felkelők visszaverték. Tűzpárbaj közepette megújultak az összecsapások Aleppó nyugati Jamiat al-Zahra kerületében.
Kelet-Aleppóban történt heves bombázás után november 19-én a Szír Hadsereg sikeresen tört előre a délkeleti Sheikh Saeed kerületben, de a felkelők ismét visszaverték a próbálkozásukat. Eközben délkeleten sikerrel szereztek meg részeket a kormánypárti seregek. A Hadsereg megtámadta Bustan Al-Basha kerület déli és központi részeit, mely végére a kerület 75%-át megszerezték. Ráadásul este, két napnyi folyamatos szír és orosz légitámadás után a Tigris Erők megszerezte a stratégiai fontosságú Zouhor hegyet, mely rálátást biztosított a Hanano kerületre és a felkelők által ellenőrzött Kelet-Aleppó legnagyobb részére. Ugyanakkor a Hadsereg újabb területeket szerzett meg a délnyugat-aleppói Aqrab kerületben is. A Tigris Erők a Zouhor-hegytől délnyugatra a régi Sheikh Najjar gyárak környékén törtek előre, és heves összecsapások után ezeket sikeresen megszerezték.
Másnap a hadsereg eljutott Hanano kerület bejáratáig. Este a felkelők ellentámadást indítottak a Zouhor-hegy és a gyárkörnyék ellen. Ezt a Hadsereg visszaverte. A nap végére a katonaság bejutott a Hanano kerületbe. November 21-én a kormány újabb területekre tett szert a régi Sheikh Najjar gyárterületen, a Hanano lakóövezetben és a közeli iszlám temetőnél, miközben 48 órán belül másodszor indított a Hadsereg támadást a déli Sheikh Saeed kerület ellen. Bár a felkelők ezt a támadást is visszaverték, de komoly károkat szenvedtek.

### Hanano eleste és a felkelők északkeleti összeomlása
November 22-én Hanano harmada a Hadsereg ellenőrzése alatt állt, mely terület másnapra a kerület felére bővült. Az SOHR ellenzéki párti aktivista csoport szerint ha a Hadsereg sikeresen megszerzi Hananot, el tudnák vágni Észak-Aleppót a felkelők kezén lévő többi kerülettől.
November 24-én a Hadsereg mélyen benyomult Hanano kerületbe, és majdnem féltucatnyi kulcsfontosságú épületet elfoglalt. A hadművelet célja az volt, hogy ketté vágja az Aleppóban lévő felkelői csoportokat. A heves és szisztematikus bombázások eredményeképp a felkelők súlyos veszteségeket szenvedtek el. Másnapra Hanano nagy része a kormány ellenőrzése alá került. A kormány ezen kívül megszerezte az északkeleti 'Ard Al-Hamra és a déli Sheikh Lutfi kerületek nagy részét, valamint déli 420-as hegyet (a Rendőr Hegyet.)
November 26-ra Hanano a kormány katonáinak felügyelete alá került, Ez olt az első kerület, melyet a felkelők 2012-ben elfoglaltak, mostanra pedig ez lett a városban a kezükön lévő területek negyede. A kormányerők megpróbáltak előre törni Ard Al-Hamra és Jabal Badro kerületekben, melyek mind Hananotól délre fekszenek. Hanano elfoglalása után 400–600 polgári lakos hagyta el Aleppó felkelők kezén lévő részét.
November 27-én a kormány jelentős haladást ért el, miután összeomlott a felkelők védelmi rendszere. Jabal-Badro, Ard Al-Hamra és Ba'ibdeen kerületeket elfoglalták, miközben megszerezték Sakhour kerület egyes részeit is. az Al-Sakhour hidat. Nem sokkal azután, hogy a Hadsereg megszerezte az ellenőrzést a Jandoul Gyárak felett, valamint bebiztosította az Ayn Al-Tal kerületet, valamint Hallak Fuqani és Hallak Tahtani kerületek nagy részét. Ezeknek az előretöréseknek köszönhetően a felkelőknek jelentősen vissza kellett vonulniuk. kiürítették Bustan Al-Basha kerületet valamint Haydariyah egyes részeit, és azon a Sakhour kerületen keresztül, melyet ha elfoglalnak, ketté vágják a felkelők erőit, visszavonultak Aleppó déli részébe. A csata ezen pontján kevesebb mint 1 km választotta el a Kelet-Aleppóban előretörő katonákat a Hadseregnek a város központjában állomásozó rézétől.
A felkelői frontvonal összeomlását általában a heves bombázásnak, a harcok intenzitásának, a sebesültek és halottak számának és a működőképes kórházak hiányának tulajdonítják. Mikor összeomlott a felkelők vonala, több száz polgári lakos próbált meg kapitulálni, a nap folyamán a várost elhagyók száma megközelítette a 10.000 főt.
Estére már csak 500 méter választotta el a hadsereget attól, hogy összekapcsolják az általuk északkeletről és délkeletről indult csapataik által megszerzett területeket. Ez a távolság már a Hadsereg tűztávolságán belül volt. Ráadásul a Hadsereg kurd támogatással megerősítette Hallak Al-Fukani, Hallak Al-Tahtani és Bustan Al-Basha kerületek ellenőrzését, miközben megtámadták az északkeleti Inzarat kerületet is. A Hadsereg előretörése közben legalább 36 felkelő megadta magát. míg a jelentések szerint többen átálltak a kurdok vezette Szíriai Demokratikus Erőkhöz.
November 28-ra Aleppó teljes északi része a kormány kezére került. Kora reggel a Hadsereg megszerezte Haydariyah területét. Két órával később a kormány már Sakhourt támadták, így a felkelők kezén lévő Sheikh Kheder és Sheikh Fares kerületeket körbe kerítették. Röviddel később a Hadsereg megszerezte Sheikh Khidert és Sheikh Fares egyes részeit is a magáénak tudhatta. Sheikh Fares másik részét a kurd erők ostromolták, akik megerősítették, hogy Hallak, Bustan Al-Basha, Ba'ibdeen és Ayn Al-Tal egyes részei is az ő ellenőrzésük alatt állnak. A támadásuk kiinduló helye a már korábban megszerzett Sheikh Maqsood kerület volt. A helyzetet a következőképp jellemezték: „a felkelőkre mért legnagyobb vereség Aleppó 2012-es elfoglalása óta”. Ezzel a városban egy négyéves patthelyzetet oldottak meg.
December 4-én a lakosok elkezdtek visszatérni Hanano területére.

### A Szír Hadsereg előretörése délkeletre, Óaleppó visszafoglalása

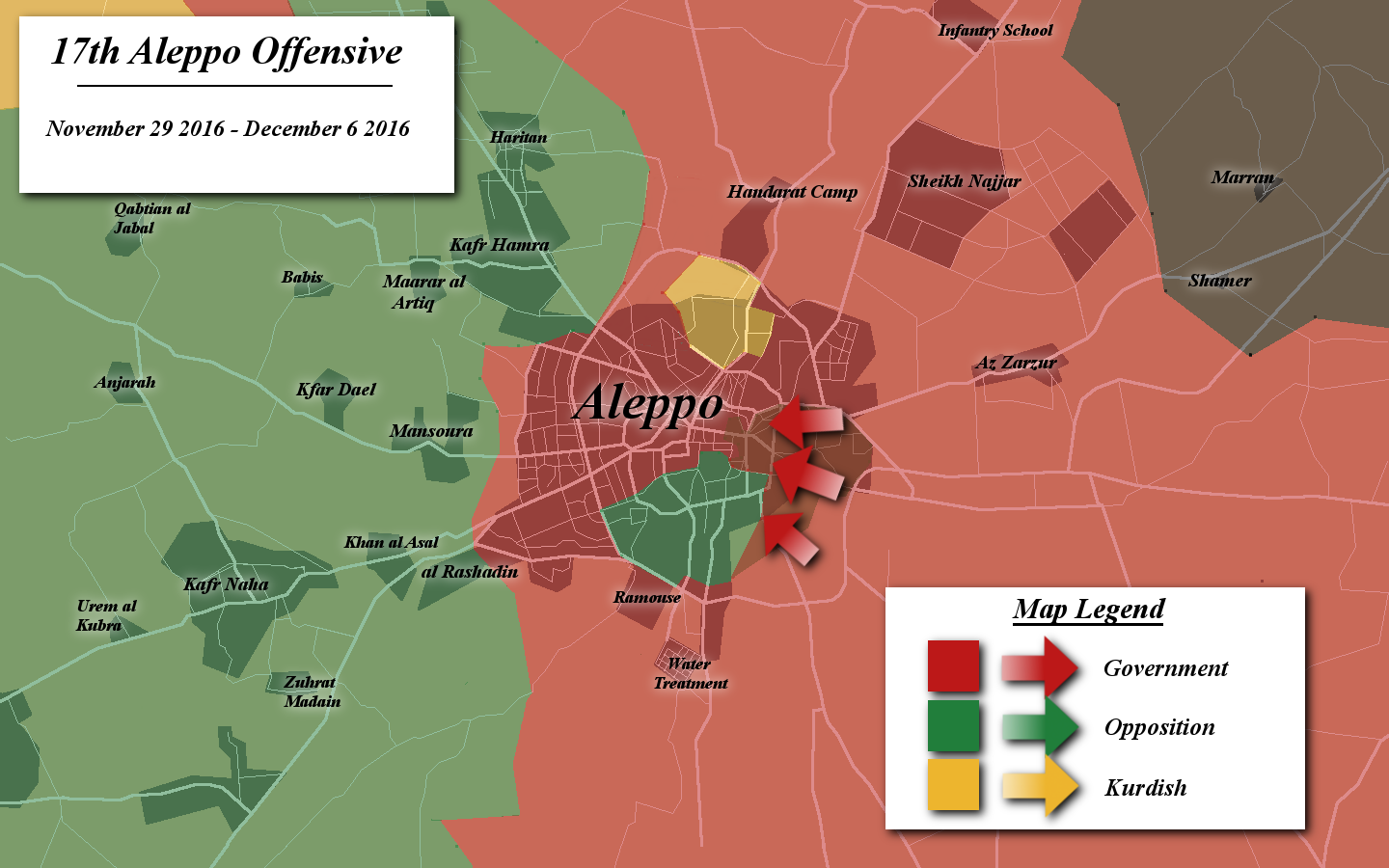
A Hadsereg és szövetségeseinek előretörése Aleppóban 2016. november 29. és december 6. között

Miután a felkelők védvonala északkeleten összeomlott, elősz9ör a Hadsereg a délkeleti Tariq al-Bab (al-Helwania) kerület felé vette az irányt. November 28-án elfoglalták a Talet Barakatot és a Tudományos Kutatási Területet, Jabal Badrotól délre, Ezen kívül újabb területeket szerzett meg a Ma'saraniyah Fiatalok lakóparkja területén.
November 29-én a Hadsereg elfoglalta a délkeleti al-Jazmati és al-Ma’saraniyah kerületek nagy részét, hogy ezzel biztosítsa az Aleppói Nemzetközi Repülőteret és az oda vezető főútvonalat. Másnap a Hadsereg és a vele szövetséges kormánypárti iraki milicisták elfoglalták a város déli részén fekvő Sheikh Saeed kerület nagy részét. Ezután Sukkari kerület így nyitottá vált végén szereztek meg több háztömböt is. Mindeközben a Hadsereg megtisztította Sadkop és Óramouseh területeit, melyek Sheikh Saeedtől délre helyezkednek el. A kormány seregei előre törtek a Ma'saraniyah Fiatalok Lakóövezetében, és a jelentések szerint elfoglalták azt. December 1-én egy ellentámadásban a felkelők majdnem teljes egészében visszafoglalták Sheikh Saeed kerületét. A kormány katonái a kerület déli részét sikeresen visszafoglalták. Ezen kívül megszereztek néhány állást a Ma'saraniyah Fiatalok Lakóövezetében is.
December 2-án a harcok folytatódtak Sheikh Saeedben, melynek 30%-a volt a Hadsereg ellenőrzése alatt. A nap folyamán egyszer ismét előre törtek a kerületben. Mindeközben a Hadsereg egy nagyobb támadást indított Aleppó délkeleti kerületeiben, melyek közül kettőt el is foglalt: Tariq al-Babot és Karm al-Trabot. Ezenkívül al-Jazmati kerület nagy része felett is megszerezték az ellenőrzést. Ezekkel az előretörésekkel a Hadsereg már ellenőrzése alatt tudta a reptérre vezetőutat, és a korábban a felkelők kezén lévő területek 60%-át visszafoglalta. Összességében a Hadsereg 1 km mélyen hatolt be a város ellenzékiek kezén lévő részébe. Körülbelül 1 óra környékén a felkelők lelőtték a Szíriai Légierő L–39 Albatros repülőgépét, mely a város közepén zuhant le, s melynek mindkét pilótája meghalt.
December 3-án a kormányerők megszilárdították al-Jazmati védelmét, és behatoltak Mayssar kerületbe. Ekkorra Oroszország már arra számított, hogy a felkelők teljesen elhagyják Aleppót. A felkelők viszont kijelentették, hogy Aleppót nem adják fel.
Másnap a Hadsereg Mayssar kerületben nyert területeket, de ezelőtt még elfoglalta az al-Helwaniyah és az al-Jazmati körforgalmakat. Ekkor két kilométer választotta el az előre törő Hadsereget a kormány kezén lévő Aleppói Citadellától. Később még aznap a Hadsereg elfoglalta Mayssar és Dahret Awwad kerületeket. innét a Hadsereg Óalepp vétele felé indult meg, és biztosította al-Qaterrji valamint al-Tahhan kerületeket, valamint előre tört Qadi Askar kerületben. Ezen kívül elfoglalták a Szemkórházat, 500–1000 méteren belülre kerültek a Citadellához, és az északkeletre fekvő kerületeket elszigetelték a többitől. A kormányerők előre törtek al-Sha'ar kerületbe is, melyből több felkelő – megérezve ennek elestét – már korábban kivonult. Ennek következtében a Hadsereg azon az éjszakán jobban előre tudott törni Sha'ar kerületben. Eközben a Fatah al-Sham harcosai a szövetségeseikkel közösen rajta ütöttek egy raktáron, ahol fegyvereket, élelmiszert és gázt tároltak. A raktárat őrző Jaysh al-Islam tagjait – köztük egy parancsnokot is – kivégezték. Ennek következtében elégedetlenkedések ütötték fel a fejüket a felkelők kezén lévő területek szegény lakosai között, akik a satnya életkörülményekre és az élelmiszerek valamint egyéb ellátmányok hiányára panaszkodtak. A Fatah al-Sham harcosai a jelentések szerint letartóztatták a Jaysh al-Islam harcosát, arra hivatkozva, hogy megadták magukat az előre törő kormányzati seregeknek.
December 5-én a Hadsereg elfoglalta Qadi Askar kerületét, így Sha'ar lényegében be lett kerítve. A kormányerők Sha'ar több részét is megszállták. A felkelők tisztviselői arról számoltak be, hogy Sha'art és a közeli Karm al-Jabal területét ők lényegében már fel is adták. A nap későbbi részében a felkelők egy ellentámadást indítottak, melyben megpróbálták visszaszerezni az előző napokban elvesztett területeiket. Annak ellenére, hogy a kezdeti jelentéseik szerint Mayssar nagy részét visszaszerezték, az ellentámadást valójában visszaverték. Végeredményképp a Hadsereg megkezdte előre nyomulását a Citadella felé.
December 6-án a Hadsereg beszorult Sha'arban, miután annak egyharmadát elfoglalta, és az már majdnem elesett. később teljesen elfoglalták Sha'ar területét, valamint további négy környékbeli kerületet. Így Aleppó régebben felkelők kezén lévő részének már 70%-át megszerezte a Hadsereg. Az északi területeken bennragadt felkelők nagy mértékben kezdtek meg kivonulni. Ezzel párhuzamosan a Hadsereg elfoglalta a déli Marjeh és Sheikh Lutfi kerületek egyes részeit. Sheikh Lutfinál elfoglaltak egy olyan hegyet, mely kilátást biztosít a kerület nagy részére. Esti jelentések szerint öt, felkelőkkel megrakott busz hagyta el Aleppó délkeleti, felkelők kezén lévő részét. Eközben a Hadsereg behatolt Aleppó régi városrészébe. A nap végére miután a felkelők hrom kerületből is kivonultak, a Hadsereg visszafoglalta Óaleppót. Sheikh Luftit szintén megszerezték. Mindeközben a Hadsereg megszerezte az Aleppói Citadella környéki összes területet. Az egyik, a Hadsereg kezére került épület az Aleppói Nagymecset, a város legnagyobb és legrégebbi mecsetje volt.

### Végső ütközet

#### A felkelők a szakadék szélén

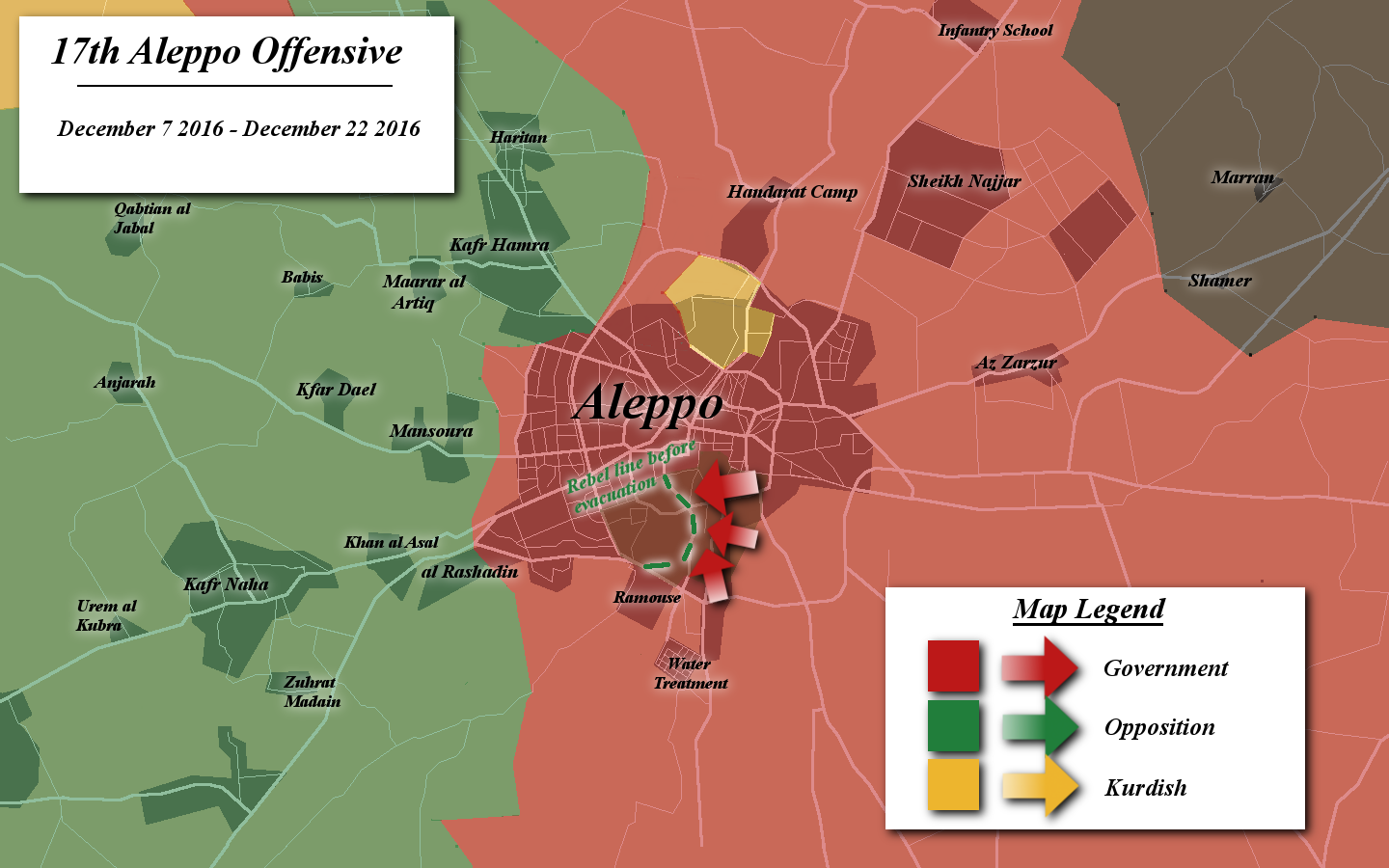
A Hadsereg végső előretörésének és a felkelők visszavonulásának a térképe az evakuálás előtt.

December 7-én a Hadsereg folytatta a nagy kiterjedésű offenzíváját, megszilárdította Sheikh Lutfi védelmét, miközben elfoglalta Marjah, Bab Al-Nayrab, Maadi és Salheen kerületeket. Másnap a Hadsereg neki látott az offenzíva utolsó részének, ismét támadni kezdte Sheikh Saeedet, miközben tervezték már Sukkari kerület lerohanását. A nap folyamán behatoltak Sheikh Saeed területére.
December 8-án este a Hadsereg felfüggesztette az offenzíváját, hogy a területről mintegy 8.000 lakos ki tudjon menekülni. Orosz jelentések szerint 10.500-an hagyták el a területet, miközben az ENSZ arról számolt be, hogy a felkelők meggátolták a menekültek kiáramlását. A bejelentett humanitárius szünet ellenére másnap mégis állóharcokról jöttek hírek. A kormányzati offenzívát kivéve azonban a többi harc rövid szünetet követően tovább folytatódott. December 10-én az orosz források arról számoltak be, hogy nagyjából 50.000 embert evakuáltak az elmúlt két napban, miközben 1200 felkelő megadta magát. A Hadsereg előretörésének egyik leginkább megalapozott magyarázata az ISIL Palmüra ellen indított támadása lehet, mivel oda összpontosították át a védekező csapatokat.
2016. december 11-én a Szír Hadsereg elfoglalta három kerület legnagyobb részét, miközben további kettőben újabb területeket foglalt el. A Hadsereg támadását heves ágyútűz és légi támadások sorozata kísérte, melyek során percenként akár több bombát is ledobtak. Egy légi találat megsemmisítette az utolsó hidat, mely összeköttetést biztosított Aleppó keleti és nyugati része között. Ekkor a felkelők egy olyan, az USA és Oroszország közreműködésével létrejött alkut ajánlottak, melyek szerint szabadon elhagyhatják a várost Idlib vagy a Törökországgal közös határ felé.
December 12-én a Hadsereg elfoglalta Sheikh Saeed kerület déli részét, és ezzel összeomlott a felkelők védvonala Fardous kerületben. Ennek következtében a kormányerők ezt is elfoglalták, valamint megszerezték ezek környékeit is. Sheikh Saeedben volt a felkelők utolsó alma és gabonaraktára. A nap későbbi részében a felkelő teljesen visszavonultak a Queiq folyó nyugati oldalára, ahol új frontvonalat próbáltak meg kialakítani. Ekkor is többen megadták magukat. Számukat az orosz Honvédelmi Minisztérium 728-ra tette. A reggeli tűzszünet során több százan-ezren menekültek át a frontvonalon Aleppó kormánykézen lévő részeire. A város felkelők kezén lévő részét viszont a felkelő harcosok és a félig összedőlt házak között menedéket kereső több ezer itt lakó tömege jellemeze. Összességében a Hadsereg kilenc kerülete biztosított a nap folyamán, és további felkelői foltok felé vették az irányt, melyek három területet érintettek. A felkelők szerint a kormányerők 180 embert végeztek ki az általuk megszállt területeken. Aznap éjszaka a Fatah Halab és a Jaysh al-Fatah több harcosa is elfogadta a fegyverletétel feltételeit, köztük azt is, hogy áttelepítik őket az Anadan-alföldre. Miután híre jött annak, hogy a Szír Hadsereg bejelentette yőzelmét, örömünnepek kezdődtek Aleppó utcáin. December 13-án a korai órákban azonban még folytak a megbúvó felkelői erők elleni utcai összecsapások.
December 13-án megtisztították az utolsó olyan területet is a Queiq folyótól keletre, melyek a felkelők kezén voltak, és már csak a folyó nyugati felén volt 3,5 km2 területük. Az ENSZ azt nyilatkozta, elérhető bizonyítéka van arról, hogy négy területen a kormánypárti erők 82 polgári lakossal végeztek, miközben az ENSZ gyermekügynöksége arról számolt be, hogy egy orvos szerint egy olyan házat értek heves támadások, ahol 100, szülő nélkül maradt gyermeket szállásoltak el. Az ENSZ humanitárius tanácsadója, Jan Egeland arra a következtetésre jutott, hogy minden olyan államnak szerepe van a civil életek megőrzésében, melyek fegyvert csapatokat vagy fegyvereket szállítanak a térségbe. Ide sorolta Oroszország, Szíria és Irán kormányát.

#### A kormányerők jelentett mészárlásai
Miután a Szír Hadsereg elfoglalta Aleppó felkelők kezén lévő részét, a jordániai herceg vezetésével működő ENSZ Emberi Jogi Főbiztossága azt mondta, „hitelt érdemlő jelentések”érkeztek hozzájuk arról, hogy a kormányhoz hű seregek „civileket lőttek le” és Aleppó városnak négy különböző kerületében is lakosokat mészároltak. Az ENSZ humanitárius ügyi szíriai tanácsadója, Jan Egeland szerint egy közelebbről meg nem határozott iraki síita milícia volt felelős a vérontásokért.
Az ENSZ jelentésre válaszul az Amnesty International háborús báncselekményként jellemezte a történteket, és a következőt nyilatkozta: „Az Amnesty International ár korábban jelezte, hogy a szír kormány széles körben és rendszerszerűen használja a fegyveresek feltűnését, hogy így támadjanak rá polgári lakosokra. Mindezt olyan mértékben tették, hogy az már emberiesség elleni bűntettnek minősül. Fontos, hogy független megfigyelők jelenjenek meg a terepen, hogy ezzel akadályozzák meg a további kínzásokat, nyom nélküli eltűnéseket és a rossz bánásmódot.” Az Amnesty International bejrúti kutatási igazgatóhelyettese azt tette hozzá: „Mélyen sokkolóak azok a jelentések, melyek szerint szír katonák hideg vérrel otthonaikban végeznek polgári lakosokkal és gyermekekkel, de mindez a körülményeket figyelembe véve nem meglepőek. Az ilyen, törvényen kívüli gyilkosságok mindenképp háborús bűncselekménynek számítanak.”
Samir Suleiman szír dandártábornok így válaszolt: „Ezek alaptalan feltételezések. Az Arab Szíriai Hadsereg soha nem tenne ilyet, és hadseregünk története során soha nem tettünk ilyesfélét.”
Sergei Rudskoi altábornagy, az Orosz Általános Legénység Fő Irányító Részlegének a vezetője azt tette hozzá, hogy „a néhány nyugati politikus által” „az új információs háború” részeként hangoztatott azon hírek, melyek szerint „[Aleppó] utcáit holttestek borítják, miközben több ezer lakos továbbra is a pincében bujkál”, „otromba hazugság.” Kijelentette, hogy Oroszországnak a Szíriai Háborús Felek Kiékítéséért Központjának munkatársai, a Nemzetközi Vöröskereszt képviselői, valamint a velük együtt a területre érkezett szír katonák „nem találtak ott holttesteket,” és egyik sem látott olyan „semmilyen olyan légi járművet, mely élőben közvetítette volna az eseményeket az egész világ számára.” Azt mondta, a vádak alapjai az „ismertségi hálózatokon és a milicisták honlapjain terjesztett információk.”

#### Tűzszünet és evakuálás
December 13-án későn aláírták az Oroszország és Törökország által támogatott békeszerződést, melynek értelmében a felkelők kivonulnak a városból. Ilyen feltételekkel szüneteltették a felkelők kezén lévő területek bombázását, a szárazföldi hadműveletek pedig este értek véget. A civilek első csoportjának evakuálását ezután kezdték meg. A felkelőket és családtagjaikat csak ezután evakuálták a területről. erre december 14-én a kora reggeli órákban került sor, mikor őket Aleppó nyugati külvárosaiba költöztették el. Innét indulhattak útjukra Idlib kormányzóságba. Este Oroszország ENSZ-hez akkreditált küldötte, Vitaly Churkin és Alfarouq, az Ahrar al-Sham vezetője is megerősítette, hogy véget értek a katonai műveletek a területen. Churkin kijelentette, hogy a terület fölött teljes egészében a Szír Hadsereg gyakorolja az ellenőrzést, miközben Alfarouq arra figyelmeztetett, hogy a felkelők azonnal képesek válaszolni, ha a szerződést a másik fél megszegi.
Az evakuálást azonban ismeretlen okok miatt elhalasztották, és egyik, erre kijelölt busz sem jelent meg a keleti kerületekben a meghirdetett időpontokban. Néhány közülük előző éjszaka ott volt, de akkor is üresen fordultak vissza. Egy kormánypárti forrás szerint röviddel az indulás előtt elszórtan a felkelők tüzet nyitottak, ami miatt a katonák úgy érezték, a megállapodás kudarcba fullad. Egy katonai tisztviselő azt mondta, a civilek és a felkelők elszállítása a rossz kommunikáció és a felkelők közti belső ellentétek miatt határozatlan időre eltolták. Ezzel ellentétben a felkelők tisztviselői a kormánypárti síita milíciákat vádolták azzal, hogy megakadályozzák az evakuálást. Irán a jelentések szerint azt akarta, hogy ezzel együtt vigyék el két idlibi falu sérültjeit is, akiket a felkelők ostroma miatt nem lehetett ellátni. Ezt a kérést a felkelők visszautasították. Egy ellenzéki állomás azt jelentette, az evakuálást másnapra halaszthatják. Hamarosan azonban újra indultak a légi támadások, a rakéták és a szárazföldi hadműveletek is, míg a tűzszünet felbomlott. Az orosz hadsereg a felkelőket okolta a tűzszünet megszegésével, mert bár a hadsereg jelezte, hogy a konvoj evakuálási szándékkal közeledik, a felkelők mégis tüzet nyitottak rá. Recep Tayyip Erdoğan, Törökország elnöke viszont a Szír Hadsereget okolta a harcok újraindulásáért. Az SOHR szerint az a 250 nem szíriai felkelő is közre játszhatott a tűzszünet megszüntében, akiket a szír kormány vallatás miatt akart letartóztatni.
Ezután a felkelők területe 2,5 km²-re csökkent, miután a Hadsereg átlépte a folyót, és elfoglalta Sukkari kerület legalább felét. A harcok alatt a felkelők autóbombát is bevetettek a kormányerők ellen. Este újabb tűzszünetet sikerült elérni, mely alapján december 15-én mind Aleppóból, mind a felkelők kezén lévő Foua és Kafriya falvakból megindul az evakuálás. A felkelők két és a kormányoldal egy tisztviselője erősítette meg a tűzszünetet és az Aleppóból történő evakuálást, de eltérések voltak a tekintetben, hogy a falvakból kiket kell kimenekíteni. A felkelők csak a sérülteket engedték volna el, miközben a kormánypártiak mintegy 15.000 embert akartak elvinni. Később a Hezbollah csatornái azonban visszautasították ezeket a jelentéseket, és szerintük a tárgyalásokban nagyobb nehézségek adódtak, melyek forrása a frontvonalakon tapasztalt feszültség és az ottani történések.
A tűzszünet december 15-én kora reggeli órákban újraindult, a jelentés szerint a felkelőket pedig Khan Tuman területére szállítják. Az orosz Honvédelmi Minisztérium jelentése szerint a felkelők evakuálást orosz katonák végzik majd, akik biztonságát a szír katonaság fog garantálni, míg a sérült felkelők szállításában a Nemzetközi Vöröskereszt fog segédkezni. Az ENSZ szíriai humanitárius tanácsadója, Jan Egeland kijelentette, hogy először a beteg és sérült embereket fogják elszállítani, köztük az árvákat, és utána jönnek a sérülékeny csoportba tartozó eberek, majd a felkelők.
Az evakuálás hamarosan megindult, és dél körül az első csoport már el is érte Aleppó nyugati, a felkelők kezén lévő részét. Az első csoportban majdnem 100 embert menekítettek ki, köztük 300 gyermeket és 28 sebesültet. A jelentések között először a Jabhat Fatah al-Sham harcosai és az ő foglyaik hagyták el a területet. A kimenekítés során a jelentések szerint a kormánypárti milicisták lőtték a betegszállító autókat, ahogy azok civilekkel a fedélzetükön elhagyták Aleppó keleti felét. Egy jelentés szerint egy ember meghalt, négy pedig megsebesült, míg egy másik forrás szerint csak három sebesült volt. A szír állami média szerint a konvoj felkelőket is menekített, miközben a felkelők főtárgyalója szerint a harcosok kivitelére csak az első vagy a második konvoj után kerül sor. Eközben a jelentések szerint megkezdődött Foua és Kafriya evakuálása is. Mivel már a kivonulás volt előtérben, a felkelők felgyújtották parancsnoki központjaikat, raktáraikat és járműveiket, miközben az orosz hadsereg egyik vezető tábornoka, Viktor Poznikhir azt állította, a Szír Hadsereg majdnem befejezte aleppói műveleteit. A nap későbbi részében elhagyta a várost a második és a harmadik konvoj is. A második fedélzetén 1198 ember volt. Az ENSZ szíriai megbízottja, Staffan de Mistura azt mondta, még mintegy 50.000 embert kellene evakuálni, akik közül 40.000 Nyugat-Aleppóba akar menni, míg a további 10.000 lakos között 1500-5000 felkelő és családtagjai vannak, akiket Idlibbe kell elszállítani.
December 16-án reggeléig az SOHR információi szerint összesen kilenc konvojjal 8500 embert menekítettek ki a városból, akik között 3000 felkelő és 360 sebesült volt. Már úton volt ekkor a tizedik csoport is. A felkelők szóvivője szerint a kimenekítettek száma sokkal alacsonyabb, és ni9nvócsenek a várost elhagyók között felkelők. A Vöröskereszt szerint 10.000 embert vittek ki. Aznap később ismét felfüggesztették az evakuálást, mert a szír kormány azzal vádolta a felkelőket, hogy megszegték a megállapodást. Egy riport szerint a civilek kimentéséért beküldött autókat lőni kezdték a felkelők. Mások szerint azért akadt meg a menekítés, mert a felkelők nem engedték ki Foua és Kafriya falvakból a sérülteket, amire válaszul a tüntetők elzárták az Aleppóból kivezető, a kimenekítéshez használt utakat. Azt követelték, hogy szállíthassák el a két faluban rekedt sérültjeiket. Mások szerint azért állt le a menekítés, mert a felkelők foglyokat akartak magukkal vinni, és fegyvereket akartak kicsempészni. Ezeket a felkelők visszautasították, és a kormánypártiakat vádolták azzal, hogy ők blokkolják az utakat, melyeken a kimenekítés folyna, és hogy ők lövik a járműveket. A civileket szállító tizedik csoportot visszafordították Kelet-Aleppó felé. A tizedik konvojt ért milicista támadásra válaszul két felkelő kormányzati posztokat támadott meg, akikkel aztán végeztek is. Később újra élénkültek a heves harcok, a kormányerők pedig két kerületben is előre törtek. Eközben Oroszország Honvédelmi Minisztériuma azt állította, a Szír Hadsereg már befejezte aleppói hadműveleteit, és az utolsó ellenállókkal is leszámoltak. Később azt állították, az evakuálás befejeződött, és minden polgári lakost, valamint 3400 mérséklet felkelőt elszállítottak a városból.
December 18-án újabb megállapodást kötöttek, melynek értelmében Madaya és Al-Zabadani területéről is lehetett menekíteni az embereket. Ez még aznap meg is kezdődött. Később hat buszra rátámadtak, miközben azok Foua és Kafriya felé tartottak. Emiatt egy időre felfüggesztették az akciót, de később egy újabb, civileket szállító konvojt engedtek végighaladni. Az Egyesült Nemzetek Szervezete Biztonsági Tanácsa december 19-én úgy határozott, felügyeli az evakuálást, és jelentést készít a polgárok helyzetéről. A Vöröskereszt szerint nap végéig ebben a körben 15.000 embert menekítettek ki, így a már megmenekültek száma összességében 25.000 körül volt. Ezzel az SOHR azonban nem értett egyet. Szerintük december 20-ig 10.600 ember hagyta el a várost, közük pár száz felkelő, miközben a területen még mindig 200-3000 harcosuk volt. A Szír Hadsereg december 20-án figyelmeztette a felkelőket, hogy a nap későbbi szakaszában behatolnak az általuk ellenőrzött területekre, és azt mondták, minden ki hagyja el addig Kelet-Aleppót. Az evakuálás aznapra ismét abba maradt, de másnap folytatódott. Az SOHR később azt jelentette, hogy az utolsó csoport is elhagyta a területet, Aleppót pedig teljes egészében a Szír Hadsereg ellenőrzi. Az ENSZ és a felkelők egyik tisztviselője azonban azt mondta, az evakuálás még mindig folyamatban volt. A Vöröskereszt jelentése szerint december 22-één reggelig 34.000 embert mentettek ki a városból, köztük 4000 felkelőt. A Szír Hadsereg később bejelentette, hogy miután az utolsó felkelőt is kimenekítették a városból, azt teljes egészében a Szír Hadsereg tartja ellenőrzése alatt. Később a Vöröskereszt is megerősítette, hogy az összes polgári lakos és felkelő kimentése befejeződött.
A kimenekítést követően a visszavonuló felkelők által elhelyezett taposóaknák 63 katona és kormánypárti milicista életét követelték Aleppó keleti, felkelők kezén lévő részén. A halálra vagy mentesítés, vagy hatástalanítás során került sor.

#### A felkelők mészárlásai
A Fatah Halab és a Jabhat Fateh Al-Sham dzsihádista felkelői állítólag mészárlást rendeztek, mielőtt elhagyták volna Aleppó utolsó keleti kerületeit is. A Szír Hadsereg szerint több mint 100 hadifoglyot – többségében 18 és 25 év közötti férfiakat – végeztek ki, mielőtt kivonultak volna Sukkari és Bustan Al-Qasr kerületekből. Azt mondták, a katonákat Aleppó városának négyéves harca alatt ejtették foglyul. Az ellenzéki párti SOHR aktivista csoport azonban tagadja a Hadsereg feltételezéseit, és azt mondja, a testek olyan katonákhoz tartoznak, akikkel a város déli felében végeztek ki.
A Hadsereg Főparancsnoksága elrendelte, hogy ezeket a katonákat még azelőtt engedjék szabadon, hogy a felkelők elhagyják Kelet-Aleppót, ők azonban tagadták, hogy egyáltalán lennének foglyaik. Kezdetben azt hitték, hogy a kelet-aleppói mészárlás mögött a Jabhat Fateh Al-Sham (a korábbi al-Nuszra Front) állt, de később kiderült, hogy az Ahrar Al-Sham és a Harakat Nouriddeen Al-Zinki állt a tettek mögött, miután megtaláltak egy ehhez kapcsolódó videó felvételt.

## Nemzetközi reakciók
- ENSZ – Jens Laerke, a sürgősségi eseteket összehangoló ENSZ-iroda szóvivője azt mondta, a történtek „az emberiesség teljes eltűnése.”[277]
- Algéria – Ramtane Lamamra, Algéria külügyminisztere egy Afrika biztonságáról és békéjéről szóló konferencia eseményén mellékesen megjegyezte, hogy a szír kormány aleppói győzelmével „helyreáll a város feletti fennhatóság és hegemónia, és visszaverik majd a terrorizmust.”[278]
- Jemen – A szanaai jemeni kormány egy telefonhívás során gratulált Szíria kormányának Aleppó visszafoglalásához, és abbeli reményének adott, hangot, hogy hamarosan Irak és Jemen felszabadítása következik.[279][280]
- Irán – Irán elnöke és honvédelmi minisztere külön külön telefonbeszélgetésekben gratulált szíriai társának Aleppó felszabadításáért.[281][282]
- Oroszország – Az orosz honvédelmi miniszter ezt mondta: „Aleppóban megcsináltuk a lehetetlent.” Szerinte Aleppó felszabadítása elősegíti a szíriai békefolyamatokat.[283]
- Szingapúr – December 15-én a Szingapúri Vöröskereszt 10.000 USD segélyt ajánlott fel az olyan érintett területen élő közösségeknek, mint Aleppó.[284]

## Következménye és értékelése
Bassár el-Aszad elnök azt mondta, az aleppói győzelem nem csak Szíria érdeme, abban ugyanúgy kivette részét Szíria szövetségese, Oroszország s Irán is. Hozzátette, hogy ez „egy kezdő lépés volt azon az úton, melynek a végén megszüntetjük a terrorizmus Szíria teljes területén, és megteremtjük a háború befejezéséhez a megfelelő körülményeket.”
Néhányan figyelmeztettek, hogy bár az aleppói győzelem az orosz befolyás növekedésének biztos jele, a csata kimenetelének legfőbb haszonélvezője Irán volt. A Szír Hadsereg következő célja Nyugat-Aleppó visszaszerzése lehet.